# Nuoto artistico ai campionati mondiali di nuoto 2019 - Singolo (programma tecnico)
La gara del nuoto artistico - singolo tecnico dei campionati mondiali di nuoto 2019 è stata disputata il 12 e 13 luglio presso il ginnasio Yeomju di Gwangju. La gara, alla quale hanno preso parte 28 atlete provenienti da 28 nazioni, si è svolta in due turni.
La competizione è stata vinta dalla sincronetta russa Svetlana Kolesničenko, mentre l'argento e il bronzo sono andati rispettivamente alla spagnola Ona Carbonell e alla giapponese Yukiko Inui.

## Programma
| Data           | Ora (UTC+9) | Turno       |
| -------------- | ----------- | ----------- |
| 12 luglio 2019 | 11:00       | Preliminari |
| 13 luglio 2019 | 19:00       | Finale      |

## Risultati
| Pos. | Atleta                    | Nazione       | Preliminari | Preliminari | Finale          | Finale          |
| Pos. | Atleta                    | Nazione       | Punti       | Pos.        | Punti           | Pos.            |
| ---- | ------------------------- | ------------- | ----------- | ----------- | --------------- | --------------- |
| 1    | Svetlana Kolesničenko     | Russia        | 94,1126     | 1           | 95,0023         | 1               |
| 2    | Ona Carbonell             | Spagna        | 91,8259     | 2           | 92,5002         | 2               |
| 3    | Yukiko Inui               | Giappone      | 91,7284     | 3           | 92,3084         | 3               |
| 4    | Marta Fjedina             | Ucraina       | 90,6797     | 4           | 91,3014         | 4               |
| 5    | Jacqueline Simoneau       | Canada        | 89,1527     | 5           | 89,2932         | 5               |
| 6    | Linda Cerruti             | Italia        | 87,8093     | 6           | 88,0378         | 6               |
| 7    | Evangelia Platanioti      | Grecia        | 86,1571     | 7           | 86,2921         | 7               |
| 8    | Vasiliki Alexandri        | Austria       | 85,3434     | 8           | 85,6098         | 8               |
| 9    | Vasilina Chandoška        | Bielorussia   | 84,4333     | 9           | 84,4867         | 9               |
| 10   | Kate Shortman             | Regno Unito   | 83,4981     | 10          | 83,9548         | 10              |
| 11   | Lara Mechning             | Liechtenstein | 81,3678     | 11          | 81,7811         | 11              |
| 12   | Noemi Peschl              | Svizzera      | 81,0914     | 12          | 81,6587         | 12              |
| 13   | Mónica Arango             | Colombia      | 78,8804     | 13          | Non qualificate | Non qualificate |
| 14   | Marlene Bojer             | Germania      | 78,4601     | 14          | Non qualificate | Non qualificate |
| 15   | Lee Ri-young              | Corea del Sud | 77,4921     | 15          | Non qualificate | Non qualificate |
| 16   | Khonzodakhon Toshkhujaeva | Uzbekistan    | 76,1548     | 16          | Non qualificate | Non qualificate |
| 17   | Alžběta Dufková           | Rep. Ceca     | 75,8189     | 17          | Non qualificate | Non qualificate |
| 18   | Aleksandra Atanasova      | Bulgaria      | 75,4207     | 18          | Non qualificate | Non qualificate |
| 19   | Jasmine Zonzini           | San Marino    | 73,8142     | 19          | Non qualificate | Non qualificate |
| 20   | Kyra Hoevertsz            | Aruba         | 73,4699     | 20          | Non qualificate | Non qualificate |
| 21   | Defne Bakırcı             | Turchia       | 73,2867     | 21          | Non qualificate | Non qualificate |
| 22   | Nada Daabousová           | Slovacchia    | 71,3210     | 22          | Non qualificate | Non qualificate |
| 23   | Gabriela Alpajón          | Cuba          | 70,3457     | 23          | Non qualificate | Non qualificate |
| 24   | Natalija Ambrazaitė       | Lituania      | 69,8135     | 24          | Non qualificate | Non qualificate |
| 25   | Wiktoria Grabowska        | Polonia       | 69,2711     | 25          | Non qualificate | Non qualificate |
| 26   | Trinidad López            | Argentina     | 68,0890     | 26          | Non qualificate | Non qualificate |
| 27   | Natalia Jenkins           | Costa Rica    | 67,8807     | 27          | Non qualificate | Non qualificate |
| 28   | Chau Cheng Han            | Macao         | 62,3529     | 28          | Non qualificate | Non qualificate |